# Monsters (Saara Aalto)
Monsters è un singolo della cantante finlandese Saara Aalto, pubblicato il 9 febbraio 2018 come primo estratto dal sesto album in studio Wild Wild Wonderland.
Scritto da Aalto stessa con Joy Deb, Linnea Deb e Ki Fitzgerald, il 7 novembre 2017 è stato confermato che Saara Aalto era stata selezionata internamente dall'ente YLE come rappresentante finlandese per l'Eurovision Song Contest.. Il brano è stato composto per l'UMK 2018, processo di selezione finlandese per la manifestazione europea, e ha vinto contro le altre due potenziali proposte, ottenendo il diritto di rappresentare la Finlandia all'Eurovision Song Contest 2018, a Lisbona, in Portogallo.

## Tracce
Download digitale
1. Monsters – 3:00

## Classifiche
| Classifica (2018) | Posizione massima |
| ----------------- | ----------------- |
| Estonia           | 39                |
| Finlandia         | 14                |